# 不送氣邊搭嘴音
不送氣邊搭嘴音（Tenuis lateral click）是一種輔音，主要出現於南非的一些口語中。其中，術語「不送氣」（tenuis）又稱「無聲爆破音」，特指清音、不送氣（unaspirated）、未顎音化、未聲門化的阻礙音。表示此音的國際音標（IPA）是⟨ǁ⟩。杜克/比奇式的音標⟨ʖ⟩曾經有一段時間為國際音標採用，現在亦有部分語言學家偏好使用此音標表示該音，以免雙直線形的音標跟韻律符號⟨‖⟩搞混。

## 特徵
不送氣邊搭嘴音的特徵包括：
- 氣流機制是舌吸氣音。藉由舌頭將被困在一個關閉區間的空氣抽出而發聲，而非使氣流從聲門或肺/橫膈膜流出。利用這種機制所發出的音稱作搭嘴音。其濁音及鼻音也同時具有肺部氣流音的性質。
- 這是一個無聲爆破音（或稱全清音、不送氣音），其發聲是清音、不送氣，且未被聲門化的。此音產生時聲帶並不壓縮或震動，且此音與後面的母音完全或幾乎沒有延遲。
- 本輔音是口腔輔音（口音），表示調音時空氣只從口裡流出。
- 調音方法是邊音，氣流從舌兩側流過，而不從中部流過。

## 出現於
不送氣邊搭嘴音主要出現在南非的科依桑语系，以及毗鄰的班圖語支當中。
| 語言       | 語言       | 詞彙    | IPA                     | 意義               | 註釋 |
| ---------- | ---------- | ------- | ----------------------- | ------------------ | ---- |
| 哈札語     | 哈札語     | exekeke | [ʔeǁekeke] = [ʔeʖekeke] | 聽                 |      |
| 科伊科伊语 | 科伊科伊语 | ǂamǁgû  | [ᵑǂ͡ʔàm̀ǁṹṹ] = [ǂ̃ˀàm̀ʖṹṹ]  | 無意中咬了一個硬物 |      |
| 科萨语     | 科萨语     | inxeba  | [íŋǁeːɓa] = [íŋʖeːɓa]   | 伤口               |      |
| 祖魯語     | 祖魯語     | xoxa    | [ǁɔːǁa] = [ʖɔːʖa]       | 交談               |      |

## 外部鏈結
- 在PHOIBLE上搜尋含有[ǁ]的語言